# قناة دبي المائية

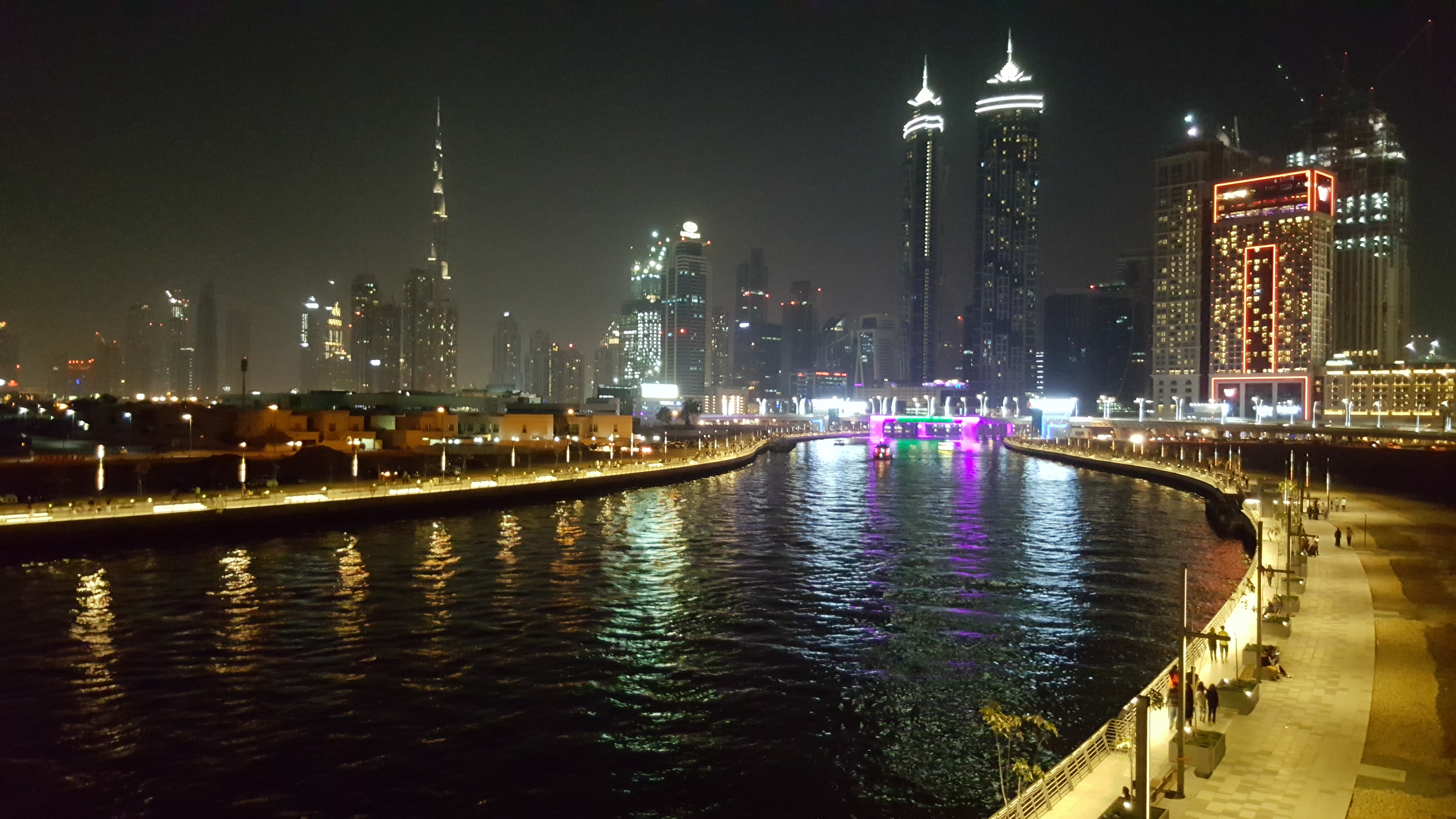
قناة دبي المائية في المساء.

قناة دبي المائية أحد أهم مشاريع دبي السياحية، التي تربط منطقة الخليج التجاري بمياه الخليج العربي، مرورًا بقلب دبي. افتتحت القناة في 9 نوفمبر عام 2016 بعد أن استغرق تنفيذها نحو عامين، وبتكلفة تقدر بحوالي 2.7 مليار درهم، حيث شارك في انجاز المشروع حوالي 4600 عامل، ويشمل على ثلاثة جسور تتميز بتصميم يجمع بين التراث والحداثة والرؤية المستقبلية. تسهم هذه الجسور في ربط ضفتي القناة، مما يسهل حركة المشاة وراكبي الدراجات، ويعزز من استخدام النقل الجماعي والسياحي بين المحطات البحرية في المنطقة.

## مواصفات قناة دبي المائية

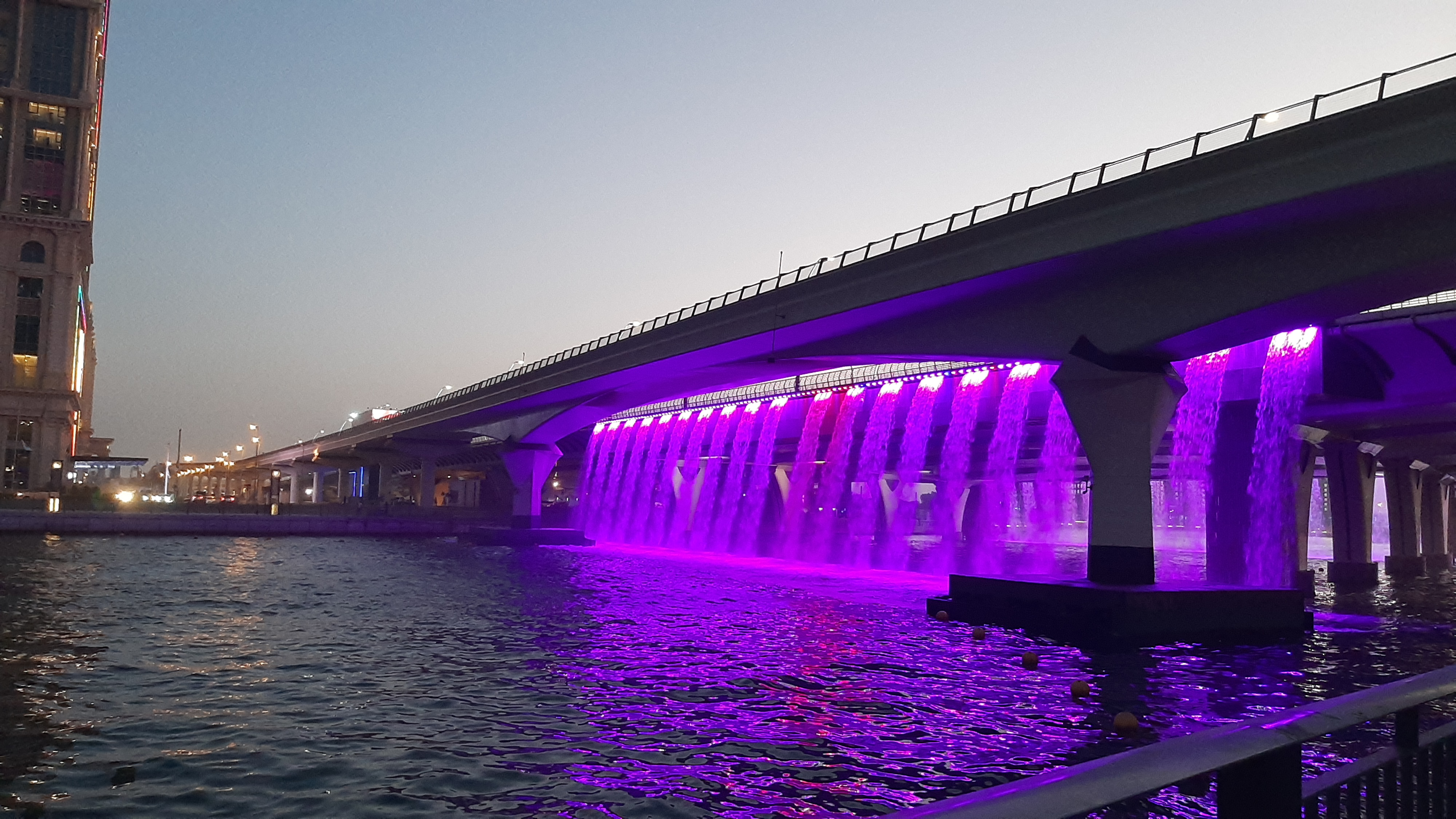
شلال قناة دبي المائية

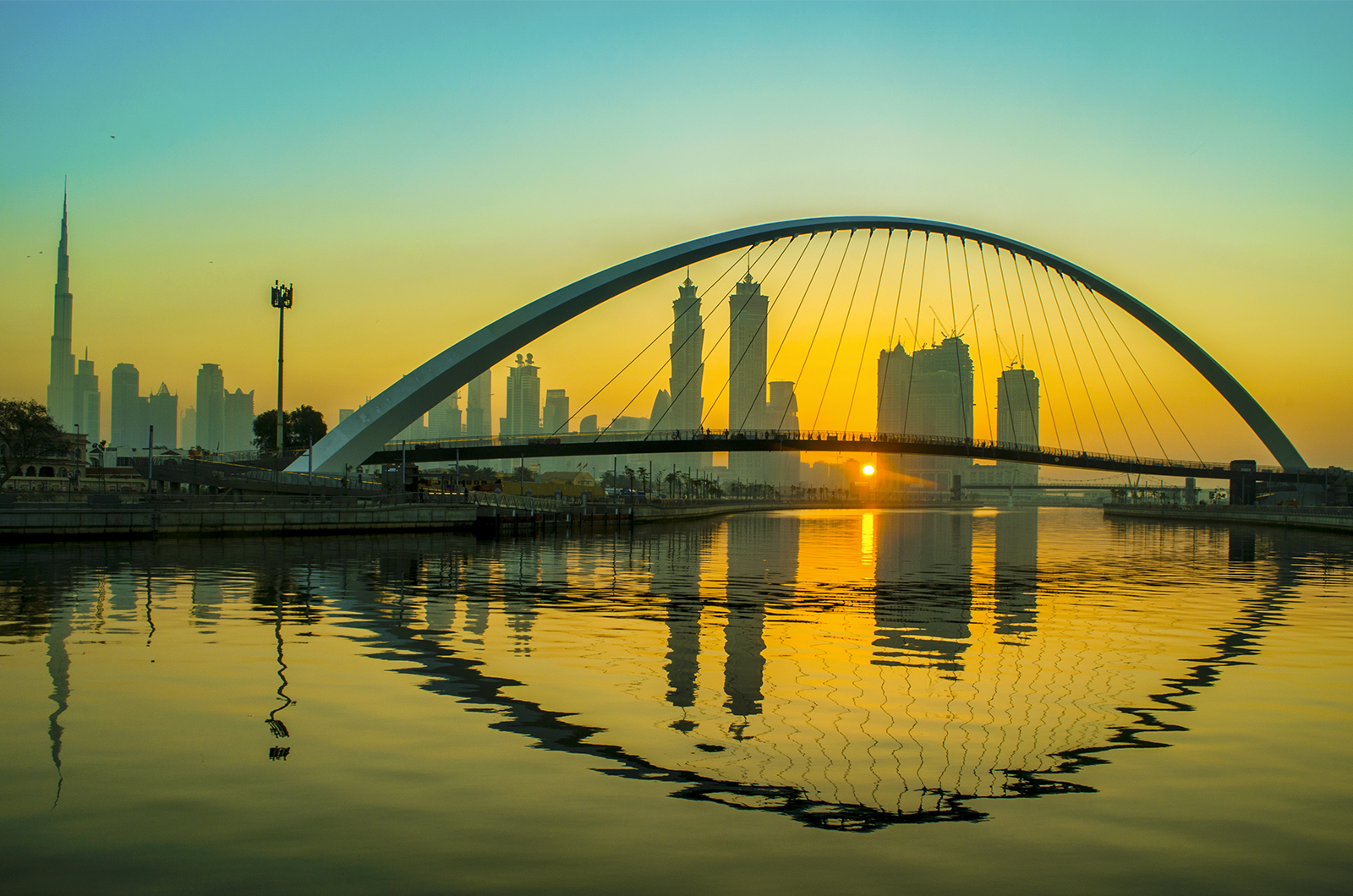
جسر التسامح - أحد جسور المشاة على القناة

يبلغ طول القناة 3.2 كم، وهي تضيف 6.4 كم إلى الواجهة البحرية. يتراوح عرض القناة بين 80 حتى 120 مترًا، وتمتد من منطقة الخليج التجاري، لتعبر شارع الشيخ زايد بين تقاطع الصفا والتقاطع الأول، وتمرّ بحديقة الصفا إلى شارع الوصل ومنطقة جميرا الثانية، وصولًا إلى بحر الخليج العربي وتحديدًا عند حديقة شاطئ جميرا. وقد تم إنشاء ثلاثة جسور لعبور القناة مخصصة للمركبات، وهي جسر على شارع الشيخ زايد، وجسر على شارع الوصل، وجسر على شارع جميرا، ووصلة بين شارع الآثار وشارع الحديقة. بالإضافة لخمسة جسور مخصصة للمشاة. ويبلغ ارتفاع الفتحة الملاحية 8.5 متر. كما يمتد ممشى على طول القناة ومضمار للجري ومسار للدراجات الهوائية. وقد تم انشاء شلال آلي عند تقاطع القناة مع جسر الشيخ زايد مزود بجهاز استشعار أتوماتيكي حيث يتوقف الشلال عند مرور أي قارب. يبلغ عمق القناة 6 متر عند أعلى مد و 4 متر عند أدنى جزر.  فازت جسور المشاة في قناة دبي المائية بشهادة الاستحقاق لعام 2017 عن فئات التصميم الإقليمي والحضري من المعهد الأمريكي للهندسة المعمارية، فرع بيتسبرغ.

## ميزات قناة دبي المائية
تعتبر قناة دبي المائية من المشاريع الحيوية في إمارة دبي لما لها من تأثيرات إيجابية في مختلف المجالات:
- على الصعيد البيئي تساهم القناة في سرعة تجديد المياه في كل من الخور والخليج التجاري والقناة المائية وبالتالي ضماان استمرارية تجدد المياه في المنظومة وتحسين جودة المياه بنسبة 33%. كما أن لها دور في تلطيف الجو وتخفيض درجات الحرارة في المنطقة.

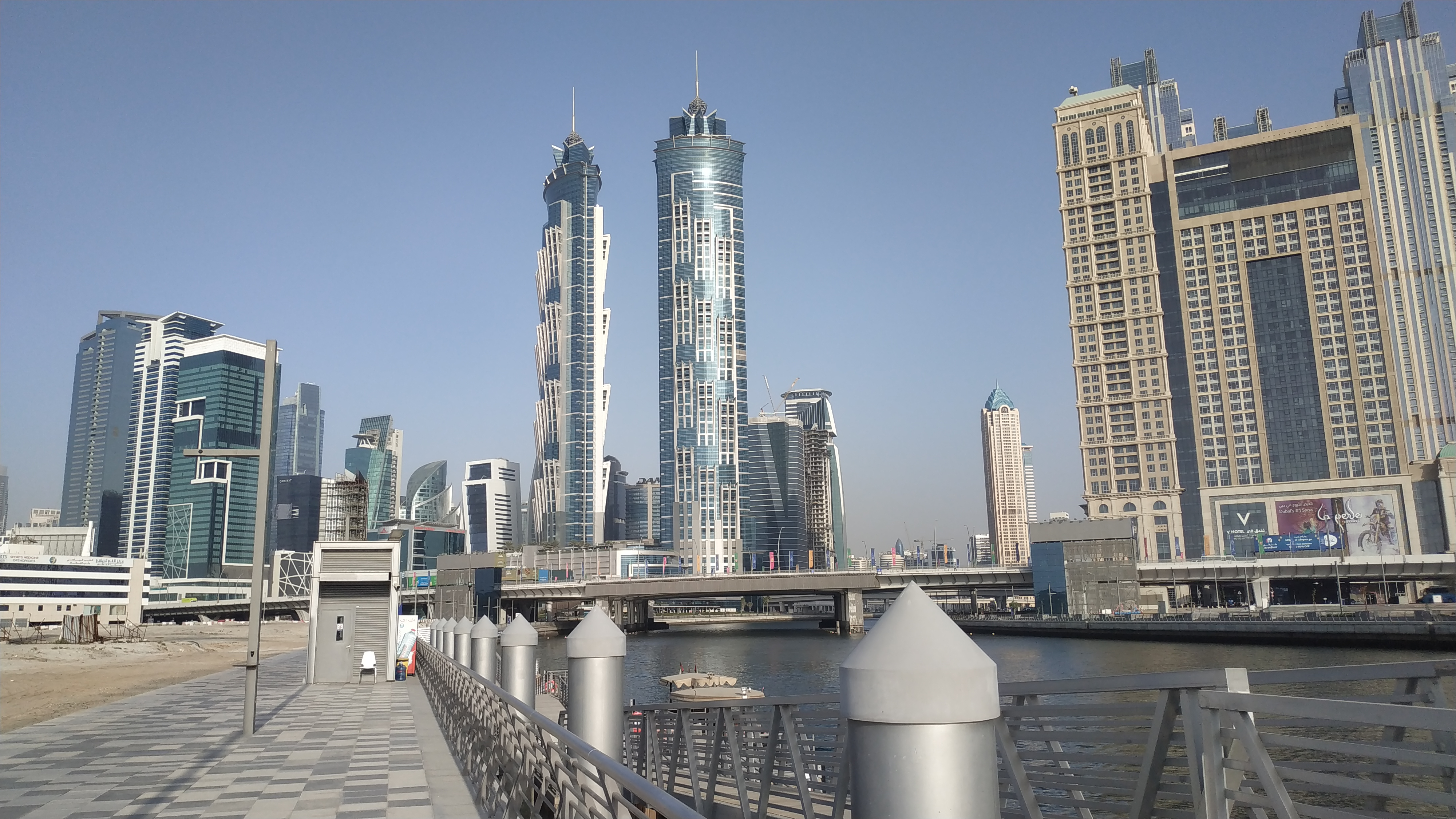
قناة دبي المائية 2022

- قناة دبي المائية 2022على الصعيد السياحي تعتبر القناة بهندستها وتصميمها  علامة بارزة تعزز من مكانة دبي كوجهة سياحية متميزة بالإضافة لخدمات النقل البحري الموجودة فيها حيث تستقطب عدداً كبيراً من السياح سنوياً.
- على الصعيد الاقتصادي تعزز القناة من القدرة التنافسية لدبي في جذب الفعاليات والمؤتمرات، بفضل البنية التحتية المتطورة التي تتمتع بها. كما تعزز الأنشطة السياحية والتجارية على ضفتي القناة والمناطق المحيطة بها، مما يرفع قيمة الأراضي والعقارات في المنطقة، كما توفر القناة فرصة لتعزيز خدمات النقل البحري لدعم الأنشطة التجارية والسكنية، مما يربط المنطقة بمشاريع أخرى في دبي.
- على الصعيد الاجتماعي تضيف القناة 6 كيلومترات إلى الواجهة البحرية لإمارة دبي، وتوفر مساحة تزيد على 80 ألف متر مربع، مخصصة للأماكن العامة ومرافق حيوية مزودة بالعديد من وسائل الراحة، التي تلبي متطلبات كافة فئات المجتمع. كما تشمل على مراكز للتسوق، ومحال تجارية، ومرافق ترفيهية، علاوة على أكثر من 450 مطعمًا في محيط المشروع، الذي يحتوي أيضًا مجموعة من المرافئ لليخوت والقوارب، وأربعة فنادق عالمية.[6]

## الرحلات البحرية في قناة دبي المائية
يتم تنظيم الرحلات البحرية عبر القناة باستخدام  القوارب  أو اليخوت أو باستخدام العبرة وهي إحدى وسائل النقل الإماراتية التقليدية القديمة ومايميز رحلة القوارب أنها تبدأمن دبي فستيفال مول مروراً بالخليج التجاري وحديقة الصفا وفندق جيه دبليو ماريوت ماركيز  ويمكن مشاهدة برج خليفة و جسر شلال شارع الشيخ زايد أما رحلة اليخوت فتبدأ من مراسي القناة.

## وصلات خارجية
- هيئة الطرق والمواصلات نسخة محفوظة 19 أبريل 2010 على موقع واي باك مشين.
- بوابة حكومة دبي